# 秋田大学医疗技术短期大学部
秋田大学医疗技术短期大学部（日语：／ Akita Daigaku Iryōgijutsu Tanki Daigakubu *），简称秋大医短，是过去一所位于日本秋田县秋田市的国立短期大学。

## 概要

### 简介
- 学校最早可以追溯到1978年[1]。短期大学为于1990年开办[1]、由秋田大学经营。招生到于2002年[1]、停办于2007年[2]。为男女同校。

### 历史
- 1990年 秋田大学医疗技术短期大学部成立并同时设置三个学科、以下列举[1]。
  - 护理学科
  - 物理治疗学科[注 2]
  - 职能治疗学科[注 3]
- 2002年 招生最后、次年停止招生（正式停办于2007年3月31日[2]）。

## 学校环境
- 校区：在了秋田县秋田市[注 1]

## 历任校长
- 田所作太郎：第一代短期大学校长[3]。

## 组织

### 学科
- 护理学科
- 物理治疗学科[注 2]
- 职能治疗学科[注 3]

### 专科
| - 没有 |

### 业余课程
| - 没有 |

## 相关链接
- 日本短期大学列表